# Вілмінгтон (нафтове родовище)
Ві́лмінґтон (англ. Wilmington) — унікальне нафтове родовище в США. Входить до Каліфорнійського нафтогазоносного басейну (Лос-Анджелес). Відкрите 1932 року.

## Характеристика
Глибина залягання 762…2200 м. Початкові промислові запаси 365 млн т.